# Вага, Ромуальд
Ромуальд Анджей Вага (пол. Romuald Andrzej Waga; 26 января 1936, Люблин, Польша — 29 ноября 2008, Гданьск Олива, Польша) — польский военный, адмирал, командующий Военно-морскими силами Польши в 1989—1996.

## Образование
С 1954 по 1958 год обучался в Офицерской Школе Военно-морских сил в Гдыне.
В 1962 году окончил Каспийское высшее военно-морское Краснознамённое училище имени С. М. Кирова в Баку (в настоящее время — Азербайджанское высшее военно-морское училище).
В 1970 году окончил Военно-морскую орденов Ленина и Ушакова академию в Ленинграде (в настоящее время — Военно-морская орденов Ленина, Октябрьской Революции и Ушакова академия имени Адмирала Флота Советского Союза Н. Г. Кузнецова).
В 1978 году закончил Оперативно-стратегическую аспирантуру в Академии Генерального штаба Войска Польского в Варшаве.

## Военная служба
С 1958 года служил на торпедном катере KT-76, на котором сначала был помощником командира корабля, а с 1960 по 1961 год — командиром корабля.
В 1970 году занял пост старшего помощника по оперативным вопросам начальника штаба 3-й бригады торпедных катеров в Гдыне.
После расформирования 3-й бригады торпедных катеров и создания в 1971 году в Гдыне 3-й Флотилии кораблей стал заместителем начальника штаба флотилии по оперативно-учебным вопросам.
С 1973 по 1975 год — начальник штаба 3-й Флотилии кораблей, а затем — заместитель начальника оперативного отдела Главного штаба ВМС Польши в Гдыне.
В 1979-1983 годах — командующий 8-й Флотилией береговой обороны (польск. 8 Flotylla Obrony Wybrzeża im. Wiceadmirała Kazimierza Porębskiego) в Свиноуйсьце.
С 1983 года — начальник Технических служб и снабжения — заместитель командующего ВМС Польши, а с 4 февраля 1986 года — начальник штаба — 1-й заместитель командующего ВМС Польши.
С 26 декабря 1989 года по 28 февраля 1996 года — командующий Военно-морскими силами Польши.
8 марта 1996 года вышел в отставку с военной службы.
Находясь в отставке, являлся членом совета директоров туристической компании «S.A.Z. Biuro Podróży First Class», а также компании «Megagaz».

## Звания
- 1958 —  подпоручик (соответствует воинскому званию Лейтенант)
- 1961 —  поручик (Старший лейтенант)
- 1965 —  капитан (Капитан-лейтенант)
- 1970 —  командор-подпоручик (Капитан 3-го ранга)
- 1973 —  командор-поручик (Капитан 2-го ранга)
- 1978 —  командор (Капитан 1-го ранга)
- 1983 —  контр-адмирал
- 1992 —  вице-адмирал
- 1995 —  адмирал

## Награды
- Командорский крест ордена Возрождения Польши (1991)
- Офицерский крест ордена Возрождения Польши
- Рыцарский крест ордена Возрождения Польши (1981)
- Золотой крест Заслуги (1976)
- Золотая медаль «Вооружённые силы на службе Родине» (1978)
- Золотая медаль «За заслуги при защите страны» (1980)
- Серебряная медаль «За заслуги при защите страны»
- Бронзовая медаль «За заслуги при защите страны»
- Командор ордена «Легион почёта» (США, 2004)